# Хилцик, Роберт
Роберт Хилцик (англ. Robert Hiltzik; род. 1957) — американский режиссёр и сценарист фильмов ужасов, известный по слэшеру «Спящий лагерь». После ряда сиквелов, режиссёрами и авторами сценария к которым были другие люди, Хилцик вернулся в 2004 году к созданию фильмов и выступил автором сценария и режиссёром фильма «Возвращение в спящий лагерь». Он решил, что новая часть фильма будет игнорировать сюжетные линии других сиквелов, заявив, что он хотел бы продолжить с того момента, на котором закончился первый фильм. Производство фильма было приостановлено на достаточно длительное время, но после того как были переделаны спецэффекты, фильм вышел сразу на DVD в 2008 году.
Жена Хилцика — Мишель Татосян — была одним из продюсеров фильма «Спящий лагерь».
Хилцик не знал, что «Спящий лагерь» приобрёл за это время столько поклонников, пока не связался с Джеффом Хейзом с сайта Sleepawaycampmovies.com. Джефф Хейз помог организовать запись режиссёрских комментариев для издававшегося Anchor Bay Entertainment DVD.
Он начал своё обучение в Уилльямс Колледже и продолжил его в Школе искусств Тиша при Нью-Йоркском университете. Позже посещал школу права при Университете Хофстра. В настоящее время живёт в Нью-Йорке с женой и тремя дочерьми (Саманта, Эмили и Линдси).

## Фильмография
- 1983 — Спящий лагерь — режиссёр и сценарист
- 1988 — Спящий лагерь 2 —  сценарист
- 1989 — Спящий лагерь 3: Безлюдная территория —  сценарист
- 2008 — Возвращение в Лагерь вечных снов — режиссёр и сценарист
- 2011 — Спящий лагерь 5 — режиссёр и сценарист